# Войтович, Норберт
Норберт Романович Войтович (пол. Norbert Wójtowicz; 1 декабря 1972, Плоцк) — польский историк, католический богослов и публицист.
Выпускник Вроцлавского университета (пол. Uniwersytet Wrocławski) и Папского теологического факультета (пол. Papieski Wydział Teologiczny) во Вроцлаве. В 2003 получил докторскую степень (тема: «Стереотип масона в польской политической мысли 1918—1939», пол. «Stereotyp masona w polskiej myśli politycznej 1918—1939»). Член «Плоцково Научного Общества» (пол.  Towarzystwo Naukowe Płockie, лит.  Societas Scientiarum Plociensis ), Польского геральдического общества (пол. Polskie Towarzystwo Heraldyczne) и «Польского Гугенотского Общества» (пол. Polskie Towarzystwo Hugenockie). Стипендиат «The De Brzezie Lanckoroński Foundation» — Лондон 2000.
Преподаватель во Вроцлавском университете, Высшем учебном заведении им. Павла Влодковица (пол. Szkoła Wyższa im. Pawła Włodkowica) в Плоцке и на Папском теологическом факультете во Вроцлаве. С 2006 работает в «Институте национальной памяти — Комиссии по расследованию преступлений против польского народа» (пол. Instytut Pamięci Narodowej - Komisji Ścigania Zbrodni przeciwko Narodowi Polskiemu).
Член Polskie Towarzystwo Heraldyczne /Polish Heraldry Society /, International Association of Amateur Heralds, Towarzystwo Naukowe Płockie /Societas Scientiarum Plociensis/, Polskie Towarzystwo Hugenockie /Polish Huguenot Society/, The Order of Saint Isidore of Seville (Knight).
Автор книг о масонстве:
- «Sztuka Królewska. Historia i myśl wolnomularstwa na przestrzeni dziejów» (1997).
- «Wielki Architekt Wszechświata. Teologiczna krytyka masońskich wizji Boga» (1999).
- «Kampania antymasońska 1938» (2005).
- «Rozmowy o masonerii» (2005).
- «Masoneria. Mały słownik» (2006).
- «Praemiando Incitat. Order Świętego Stanisława» (2007).

Лауреат награды «Золотое Перо „Польского Масона“» (пол. „Złote Pióro «Wolnomularza Polskiego»”) в 2005 г.
Рыцарь Военного и Госпитальерского ордена Святого Лазаря Иерусалимского
(Начальник Ордена в Нижней Силезии), Майор-CSLI и Лейтенант-Лазарус.